# فریبا جدی‌کار
فریبا جدی‌کار (زادهٔ ۱۲ دی ۱۳۳۸) بازیگر و عروسک‌گردان اهل  ایران است.

## زندگی هنری
حرفهٔ اصلی وی عروسک‌گردانی بوده و کمتر به بازیگری پرداخته‌است. او از سال از ۱۵ سالگی به کانون پرورش فکری کودکان و نوجوانان رفت و از سال ۱۳۵۵ در دوره‌های آن شرکت نمود. جدی‌کار اولین نمایش عروسکی خود را در سال ۱۳۵۸ در نمایش «چشم در برابر چشم» به کارگردانی کامبیز صمیمی مفخم تجربه کرد. نخستین تجربه حضور در مقابل دوربین وی نیز در سال ۱۳۶۷ و در فیلم «شاخه‌های بید» اثر امرالله احمدجو بود.

## زندگی شخصی
فریبا جدی‌کار با علیرضا پورامین، عکاس سینما ازدواج کرده‌است و دارای دو فرزند، یک پسر به نام پویا و یک دختر به نام سلما است. پویا پورامین در زمینۀ موسیقی و تئاتر فعال است.

## فیلم‌شناسی
- هزارتو (۱۳۹۷)
- داره صبح میشه (۱۳۹۴)
- شهر موشها ۲ (۱۳۹۳)
- به امید دیدار (۱۳۸۹)
- بیداری رؤیاها (۱۳۸۸)
- شیرین (فیلم) (۱۳۸۷)
- شبانه‌روز (۱۳۸۷)
- کتاب قانون (۱۳۸۷)
- دل‌شکسته (۱۳۸۶)
- روز کارنامه (۱۳۸۱)
- گربه آوازخوان (۱۳۶۹)
- پاتال و آرزوهای کوچک (۱۳۶۸)
- مرگ پلنگ (۱۳۶۸)
- کارآگاه ۲ (۱۳۶۷)
- شاخه‌های بید (۱۳۶۷)
- شهر موشها (۱۳۶۴)

## مجموعه‌های تلویزیونی
- ۱۳۹۹ ایستگاه سلام (سامان مرادحسینی) شبکه ۱
- ۱۳۹٩ پرگار (شهرام شاه حسینی) شبکه ۱
- ١٣٩٨ سلام آقای مدیر (علیرضا توانا) شبکه ٢
- ۱۳۹۴ یادداشت‌های یک زن خانه‌دار (مسعود کرامتی) شبکه ۵
- ۱۳۹۵ بیمار استاندارد (سعید آقاخانی) شبکه ۱
- ۱۳۹۳ خط (عباس رنجبر) شبکه ۳
- ۱۳۹۱ حیرانی (کیوان علیمحمدی)، (امید بنکدار) شبکه ۱
- ۱۳۹۰ فرات[۲] (مازیار میری)
- ۱۳۸۵ زیر تیغ (محمدرضا هنرمند) شبکه ۱
- ۱۳۸۲ کاکتوس (سری سوم) (محمدرضا هنرمند)
- ۱۳۷۵ تهران ۱۱–۵۹۵ ج ۴۸ (مرضیه برومند) شبکه ۵
- ۱۳۶۷ عطر و گلاب بپاشید (ایرج طهماسب)

## مجموعه های نمایش خانگی
- ۱۴۰١ راز بقا (سعید آقاخانی) پخش از پلتفرم فیلم نت
- ۱۳۹۲ شاهگوش (داوود میرباقری)